# Oratorio della Madonna della Salute (Camposampiero)
L'oratorio della Madonna della Salute è un edificio religioso ubicato in piazza Castello a Camposampiero, comune in provincia di Padova, nei pressi di palazzo Tiso, sede municipale. 
Nel 1836 venne dedicato alla Madonna della Salute quale ex voto per la cessazione di una prima epidemia di colera.

## Origine del titolo
In origine l'oratorio fu dedicato a San Giacomo (probabilmente il maggiore). 
Dal Catasto Napoleonico, emerge che all'inizio del 1800, la chiesetta risultava essere nominata Oratorio di Santa Caterina.
Nel 1836 l'oratorio mutò nuovamente nome in seguito all'epidemia di colera scoppiata in quell'anno, prendendo il nome di Madonna della Salute come ex voto dei fedeli.
Centrale nel rito di dedica alla Madonna fu la statua in cartapesta, gesso e legno ancora oggi presente nell'oratorio.
La statua risultava essere originariamente collocata nell'altare della Madonna della chiesa di San Giovanni Battista (oggi Santuario della Visione). La chiesa in seguito della soppressione degli ordini religiosi imposta dalla Serenissima (1767) e impulso della secolarizzazione napoleonica (1789), venne abbandonata ed in gran parte demolita. La statua venne salvata e conservata sotto la loggia del Monte di Pietà di Camposampiero. Ospitata in questa collocazione, la credenza popolare aveva attribuito alla statua l'elargizione di grazie e, nel 1812 a seguito di decreto vescovile, questa venne spostata all'interno della sagrestia dell'oratorio.
Nel 1835, una delle epidemie di colera dell'Ottocento investì l'Italia arrivando a colpire Camposampiero e i paesi limitrofi nel 1836.
L'ultima domenica di luglio del 1836, ebbe luogo la dedica dell'oratorio alla Madonna, invocando la sua intercessione per la fine del contagio.
Quel giorno la statua venne fatta uscire dalla sagrestia, portata in processione dai fedeli e intronizzata nell'oratorio, dove risiede ancora oggi.
La dedica dell'oratorio alla Madonna viene così descritta da Mons. Rostirola:
E la Madonna non fu sorda alle preghiere dei figli ai quali subito concesse il favore implorato, e mentre nelle vicine parrocchie contagio continuava a mietere vittime per tutto l'Agosto, nella nostra terminò l'opera distruttrice col Luglio di quell'anno.»
Nell'epidemia del 1836 si contarono 44 vittime a Camposampiero..
Le due epidemie coleriche del 1836 e del 1855 fecero complessivamente 80 vittime.

## Storia

### Secoli XV-XVI

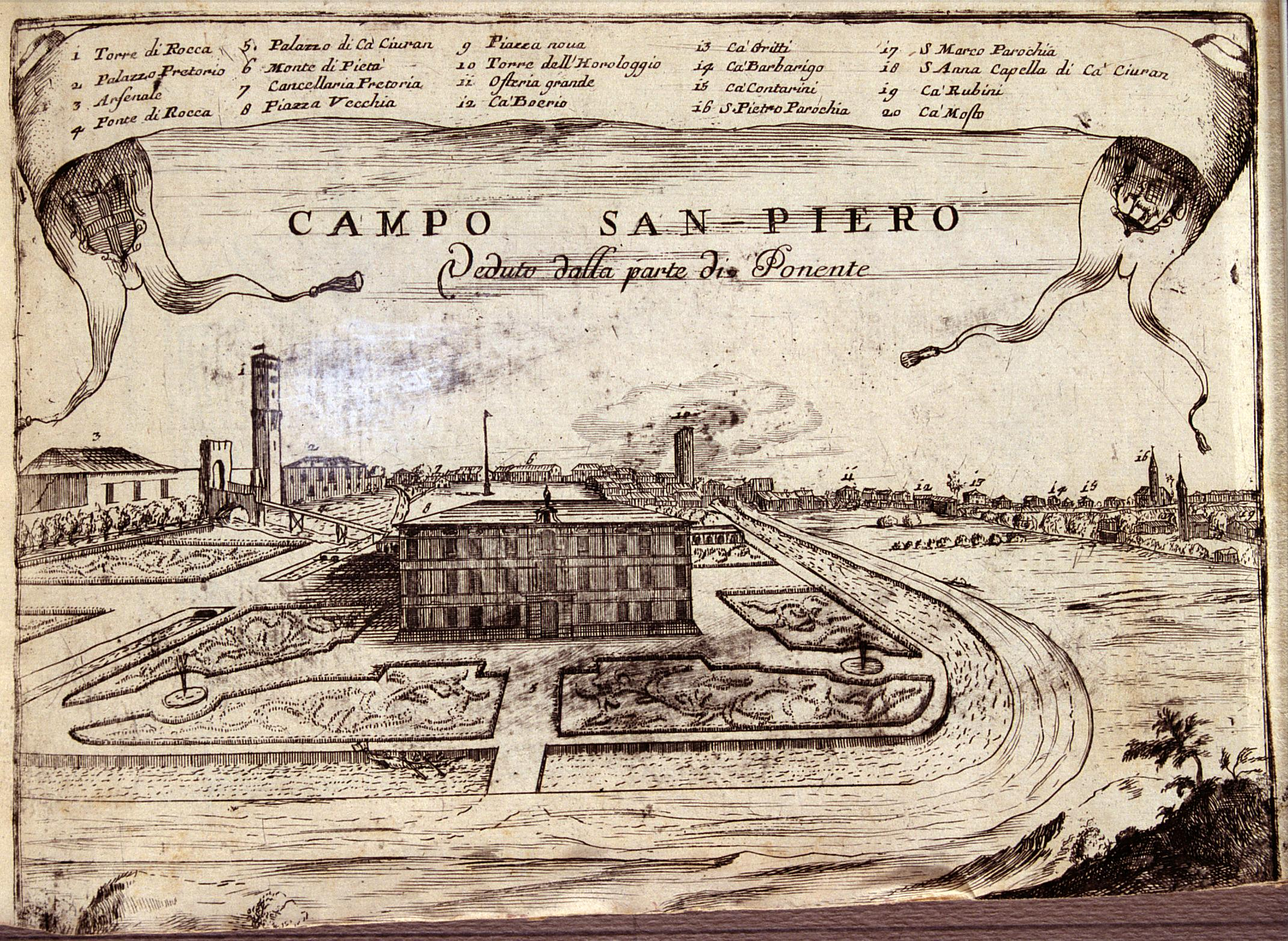
Il palazzon, l'edificio di cui l'oratorio era cappella. L'oratorio è posizionato sul retro rispetto a questa prospettiva.

Dell'edificio originale non si conosce la data esatta di costruzione.
L'oratorio venne edificato nel quattrocento dalla famiglia patrizia veneziana dei Quirini come cappella gentilizia della villa, ora scomparsa, nota come il Palazzon, ed originariamente dedicato a San Giacomo. 
Lo stemma dei Quirini (uno scudo con fascia orizzontale fregiata di tre stelle) è ancora oggi conservato sull'architrave del portale, sui capitelli delle paraste frontali e nel dipinto La crocifissione di Cristo di Laurentis Florentinus, presente nella sacrestia. 
Secondo lo storico Andrea Cittadella, nel quindicesimo secolo, la chiesetta misurava 24 x 12 piedi (pari a 8,56 x 4,28 metri): aveva pavimento e tetto a tavelle.
Nel 1600 circa l'oratorio, ormai molto degradato, passò alla famiglia veneziana dei Civran. Lo stemma della famiglia, raffigurante “un cervo passante in argento cimato d'oro”, è inciso su due banchi e sul timpano in cima all'altare.
Si assume che l'edificio, in quella che è la sua forma attuale risalga all'edificazione datata 1692 con un'unica navata, un solo altare e sagrestia. 
Principali successive modifiche saranno l'allungamento della navata e la costruzione del campaniletto, effettuate ad inizio 900.

### Secoli XVII - XIX
La devozione verso San Giacomo duró fino alla fine del secolo XVIII.
In seguito, dal Catasto Napoleonico (inizio 1800), emerge che la chiesetta è segnata come “Oratorio di Santa Caterina”. 
Gli studiosi ritengono possibile che la dedica sia da riferirsi a Santa Caterina d'Alessandria.
Nel 1836 a causa di un'epidemia di colera, la popolazione di Camposampiero si votò alla Madonna della Salute, alla quale venne dedicato l'oratorio e al suo interno fu portata la statua della Vergine con Bambino. 
Fino alla metà dell'Ottocento la chiesetta risulta appartenere alla famiglia veneziana di Andrea e Angelo Zon e in precedenza agli Andrighetti. 
Nel corso dell'Ottocento, la chiesetta risulta essere appartenuta a Maria Musitelli Smania e a Piero Mangitelli.
Indagini archeologiche condotte nel corso del restauro del 2008 hanno fatto emergere un intervento edilizio sulla facciata riconducibile al XVIII secolo. 
L'intervento avrebbe riguardato la costruzione del timpano, del fregio della facciata delle paraste l'inserimento dei capitelli e del portale. Gli studiosi ritengono che i capitelli non fossero stati costruiti per la chiesetta, ma prodotti per abbellire delle proprietà Quirini (forse proprio per il Palazzo) e solo successivamente qui incastonati nel corso di un intervento di restauro.

### Secoli XX-XXI
Nell'ultimo secolo, vari furono i restauri al complesso architettonico. 
- Un primo intervento fu eseguito nel 1906 da Amalia Maccaferri[13], ultima proprietaria prima del trasferimento alla Parrocchia di Camposampiero.

I lavori consistettero nella realizzazione di un prolungamento dell'edificio attraverso una piccola abside, l'elevazione del tetto e la realizzazione del campaniletto. 
L'altare venne inoltre spostato dalla parete di fondo al centro dell'area absidale. 
- Nel 1979 un incendio interessò l'oratorio.

Il secondo intervento fu quindi necessario per il ripristino della struttura. In quest'occasione fu ricavata un'apertura sulla parete sinistra che affaccia sulla sacrestia.
Nel 1984 venne commissionata una mensa d'altare allo scultore locale Colombo Tollardo, il quale ne realizzò una scolpendo un busto di Cristo nel legno di noce. 
- Un terzo intervento, di restauro coordinato dall'architetto Bruno Stocco[19], venne eseguito nel 1997.

L'intervento ha portato alla luce decorazioni affrescate di origine ottocentesca. Nel restauro inoltre, sono state recuperate tre tele, collocate oggi una all'interno della sagrestia e due nell'abside. 
Le opere sono rispettivamente: 
1. La crocifissione di Cristo, Laurentius Florentinus, 1620[20]
2. La fuga in Egitto (databile al Settecento)[20]
3. Santa Caterina con i santi Rocco e Sebastiano, 1600[20]

- Il quarto intervento di restauro, nel 2008, ha interessato tutte le facciate principali e il campanile, con ripassatura della copertura[21].
- Un quinto e intervento avvenne nel 2022, ed ha coinvolto principalmente il restauro della statua di Maria nell'altare maggiore e la donazione di una nuova mensa per la celebrazione con annesso ambone e crocifisso. Contestualmente alla donazione, la mensa in noce del 1984[19] venne traslata nella cappella di Santa Chiara presso la chiesa di Pietro e Paolo.

## Descrizione

### Esterno
Oggi la struttura presenta una pianta di base rettangolare ed è dotata di abside, sagrestia e campanile. 
La facciata, di modeste dimensioni, è timpanata, rigorosa e presenta un basamento con agli angoli due lesene che terminano con capitelli di colore grigio al cui interno sono presenti gli stemmi della famiglia Querini (scudo con fascia orizzontale fregiata di tre stelle). 
La facciata presenta un unico portale centrale sul cui architrave è possibile osservare un terzo stemma dei Quirini. 
Il portale è sovrastato da una finestra modanata semicircolare. 
Nel lato sud è presente una sacrestia di forma rettangolare. 
Il cortiletto esterno, sulla sinistra rispetto alla facciata e antistante la sagrestia, risulta appartenere alla famiglia Valsecchi.

#### Campanile
Il campaniletto, costruito nel 1906, presenta due campane poste nell'asse nord-sud. 
- la campana meridionale, databile primi anni del novecento è realizzata dalla famiglia Colbacchini di Saccolongo. La campana ha diametro di 33 cm, nella ghiera superiore riporta la scritta “SOLI DEO HONOR ET GLORIA”. Nei punti cardinali sono rappresentate rispettivamente: 2 crocifissioni, l'immagine di un santo ed il nome del fonditore[13].
- la campana settentrionale, è sempre realizzata dalla famiglia Colbacchini. La campana ha diametro ed altezza pari rispettivamente 34 e 38 cm. Nella ghiera superiore riporta la scritta “LAVS DEO SEMPER 1781”, le immagini rappresentano S. Giovanni Battista, S. Pietro, l'Immacolata ed il nome del fonditore. Vista l'iscrizione, la campana è databile 1781, epoca in cui l'oratorio risulta però essere stato privo di campanile. Le indagini archeologiche condotte nel corso del restauro del 1997, hanno evidenziato sulla parete sud, sopra alla finestra più ad ovest, un incavo che si assume essere stato generato dallo sfregamento di un oggetto simile ad una corda, tirata dall'interno dell'edificio. Si ipotizza quindi la possibile presenza, in quella posizione, di un campaniletto a vela che ospitava l'antica campana[13].

### Interno
L'oratorio è a unica navata e possiede un solo altare collocato al centro dell'abside. L'architettura attuale mantiene le caratteristiche fondamentali più antiche, salvo per la sacrestia costruita nel 1692 e l'ampliamento e innalzamento dell'edificio del 1906. 
Oltrepassato l'ingresso, due archi trionfali conferiscono imponenza alla sala interna: ciascuno di essi poggia su due eleganti colonne finite a marmorino sovrastate da capitelli scanalati.

#### Presbiterio

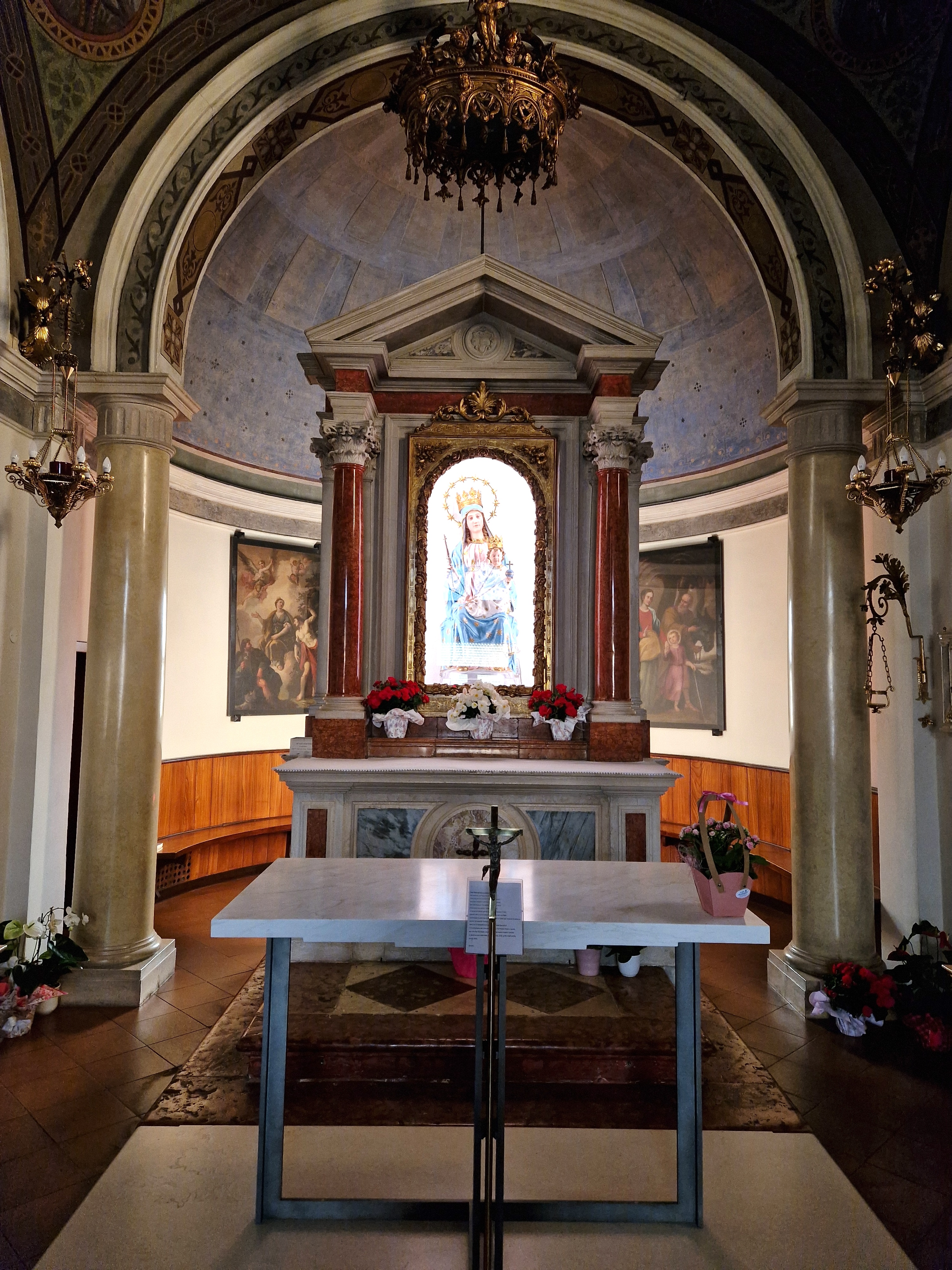
Presbitero e abside dell'oratorio.

L'altare, di marmi bianchi e rossi, con due colonne e capitelli corinzi richiama lo schema classico cinquecentesco.
A questa statua è legata la dedizione dell'oratorio alla Madonna della Salute.
La statua della Vergine, in cartapesta e gesso, è rappresentata in posizione regale e questa reca nella mano destra uno scettro, simbolo di potere.
Il Bambino sorregge nella mano sinistra un globo terrestre sormontato da una croce, a indicare la signoria divina sul creato. Entrambe le statue recano una corona sul capo.
La mensa per la celebrazione con annesso ambone e crocifisso risalgono al restauro del 2022.
Il crocifisso presso la mensa, sempre del 2022, è opera dello scultore pesarese Giuliano Vangi.

#### Abside
L'abside ospita due delle tele recuperate nel corso del restauro del 1997:
- La fuga in Egitto (databile al Settecento)[20]

La tela rappresenta tre figure imponenti: San Giuseppe che conduce il mulo e ha la funzione di indicare la strada, senza togliere lo spazio a Maria che tiene per mano il Bambino Gesù ormai cresciuto e gli indica il percorso. 
Il Bambino domina il centro della tela, posto come le altre due figure su uno sfondo cupo decorato con tre palme e un'apertura luminosa a destra,in basso. 
- Santa Caterina con i santi Rocco e Sebastiano, databile tardo 1600[20].

Nella tela la santa prevale in maniera netta: è vestita con abiti sfarzosi e porta in capo la corona del martirio, affiancata dalla ruota con cui fu martirizzata. La affianca in basso a sinistra San Rocco col bastone in mano e San Sebastiano a destra, entrambi sollevano il capo per guardare la Santa, la quale contempla il cielo luminoso.
Nella chiesetta non è presente un organo ma recentemente è stato installato un armonium, grazie alla donazione di un fedele.

#### Pareti
Al tempo di mons. Santalucia si andò a sostituire i precedenti cartoni disegnati, mantenendo le cornici e sostituendo i cartoni con opere pantografate su legno. Queste vennero poi sostituite da piccole sculture, sempre in legno. 
Di fronte ad ogni scultura è presente un candelabro di ferro dorato.
Nella parete di destra è ospitato il tabernacolo con a fianco un ramo floreale in ferro che regge una lampada ricavato da un vecchio candelabro.
Due lampadari in stile barocco scendono dalle pareti ai lati dell'altare.

#### Soffitto
L'intervento di restauro del 1997 ha portato alla scoperta di decorazioni affrescate nell'Ottocento lungo le nervature delle crociere, oggi visibili, con due angeli che distendono un nastro con la litania: Salus infirmorum, ora pro nobis.
Nella parte più prossima all'altare e all'abside, è dipinta una finta cupola sulla cui campeggia una colomba, immagine dello Spirito Santo, con quattro angeli oranti nei quattro punti base.
L'altare è sovrastato dalla grande corona di legno dorato che scende dal soffitto, quasi un baldacchino, con un angelo che incora Maria.

#### Sagrestia
La sagrestia ospita la tela Crocifissione di Cristo di Laurentius Florentinus realizzata nel 1620 e che venne recuperata nel corso del restauro del 1997.
L'opera rappresenta la crocifissione e, ai piedi della croce, Maria, san Giovanni e Maria Maddalena. Alla base della tela è presente lo stemma dei Querini (scudo con fascia orizzontale fregiata di tre stelle), la famiglia che l'ha commissionata. 
Il cristo crocifisso predomina al centro e divide la tela in due parti simmetriche: il suo capo è reclinato a destra con gli occhi quasi chiusi e pare rivolgersi direttamente alla Madre, figura avvolta in se stessa in un dolore intenso. Dall'altro lato è rappresentato San Giovanni, contemplante e piangente. Il cielo è grigio scuro, rischiarato solo al centro in basso da un crepuscolo che lascia intravedere un edificio. In basso, antistante alla croce sta Maria Maddalena. Compaiono la data 1620 e la firma dell'artista.